# Scaridium elongatum
Scaridium elongatum is een raderdiertjessoort uit de familie Scaridiidae. De wetenschappelijke naam van deze soort is voor het eerst geldig gepubliceerd in 1996 door Segers.